# 金鈴塚古墳
金鈴塚古墳（きんれいづかこふん）は、祇園・長須賀古墳群に属する千葉県木更津市長須賀にある前方後円墳である。

## 古墳の概要
金鈴塚古墳は墳丘の全長約100メートルの前方後円墳である。かつては二子塚古墳と呼ばれていたが、1950年に行われた発掘の結果、未盗掘であった横穴式石室内から金製の鈴5つを始めとする多くの貴重な遺物が出土し、金鈴にちなみ金鈴塚古墳と改名された。
出土品の内容などから金鈴塚古墳は6世紀末 - 7世紀初頭、前方後円墳の最末期に造られた古墳であると見られている。被葬者は小櫃川流域の首長であり、馬来田国造との説がある。前方後円墳最末期の古墳としては全国有数の規模であり、横穴式石室の一部は加工された切石を使用しており、当時としては新しい技術も用いて築造されている。金鈴塚古墳と豊富な出土品は学術的な重要性が評価されており、古墳から発掘された金鈴などの遺物と石棺は1959年6月27日、重要文化財に指定された。また金鈴塚古墳の残存している墳丘は、1950年11月3日に千葉県の史跡に指定されている。

## 古墳の立地
金鈴塚古墳は小櫃川によって形成された海抜約5.5メートルの沖積平野上にある。平野にはかつて砂丘であった微高地が何列か連なっており、金鈴塚古墳もそのようなかつては砂丘であった周囲よりも高くなっている場所を選んで築造された。昔の砂丘から外れた古墳の周囲には低湿な土地が広がり、かつては主に水田や蓮田に利用されていた。そのため古墳の墳丘は低湿な土地の埋め立てに利用されてしまうこととなった。
金鈴塚古墳は明治末には古墳と見なされており、二子塚古墳と呼ばれていた。当時の地主の手によって墳丘上には古墳の主を祭る祠が建てられていた。しかし1876年4月に作成された地籍図を見ると、金鈴塚古墳の一部は既に畑となっていて、明治初年には古墳の原形は崩され始めていたことがわかる。その後も周辺の低地の埋め立てに古墳の盛り土が用いられ続けたため、墳丘の大部分が失われてしまい、1950年に行われた発掘当時には、前方部がほとんど無くなっていてさながら円墳のようになっており、築造当初どのような形の古墳であったのかがわからなくなっていた。
1950年の発掘後も木更津市の都市化によって古墳の墳丘は崩されていき、わずかに残っていた前方部全てと後円部の一部が消失し、現在、金鈴塚古墳の墳丘は横穴式石室周辺である後円部の一部のみが残り、あとの部分は主に宅地となっている。

## 祇園・長須賀古墳群と金鈴塚古墳
金鈴塚古墳が所属する祇園・長須賀古墳群は、小櫃川下流域で5世紀前期から中頃から古墳の造営が始まったものとされる。祇園・長須賀古墳群で最初に造営された古墳は 墳長約130メートルと推定される高柳銚子塚古墳であり、その後5世紀末から6世紀前半にかけて中断があったものの、7世紀半ばに至るまで古墳が造られた。その中で金鈴塚古墳は6世紀末から7世紀初頭、祇園・長須賀古墳群の中で最後の前方後円墳として造営されたものと見られている。この頃、全国的に見ても前方後円墳の築造は終了の方向へ向かっており、金鈴塚古墳は最後の前方後円墳の一つとされる。
祇園・長須賀古墳群では、6世紀後半から7世紀初頭にかけて特に盛んに古墳が造られており、金鈴塚古墳のような墳丘長100メートル程度の古墳、そしてひと回り小さな前方後円墳、円墳といった古墳が同時期に造られている。つまり祇園・長須賀古墳群は古墳群の中に階層が見られ、金鈴塚古墳は古墳群内の盟主墳の一つであったとされる。金鈴塚古墳とほぼ同時期に造られた古墳としては、金鈴塚古墳の北東約700メートルの場所に造営された全長70メートル程度の前方後円墳である丸山古墳が挙げられる。
ちなみに金鈴塚古墳の後、祇園・長須賀古墳群では方墳である松面古墳が造営されたとみられている。前方後円墳の造営終了後に方墳の造営がなされる点は、祇園・長須賀古墳群に隣接する富津市の小糸川下流域にある内裏塚古墳群や、埼玉県の埼玉古墳群などの関東地方の有力古墳群に見られる特徴である。

## 古墳の構造

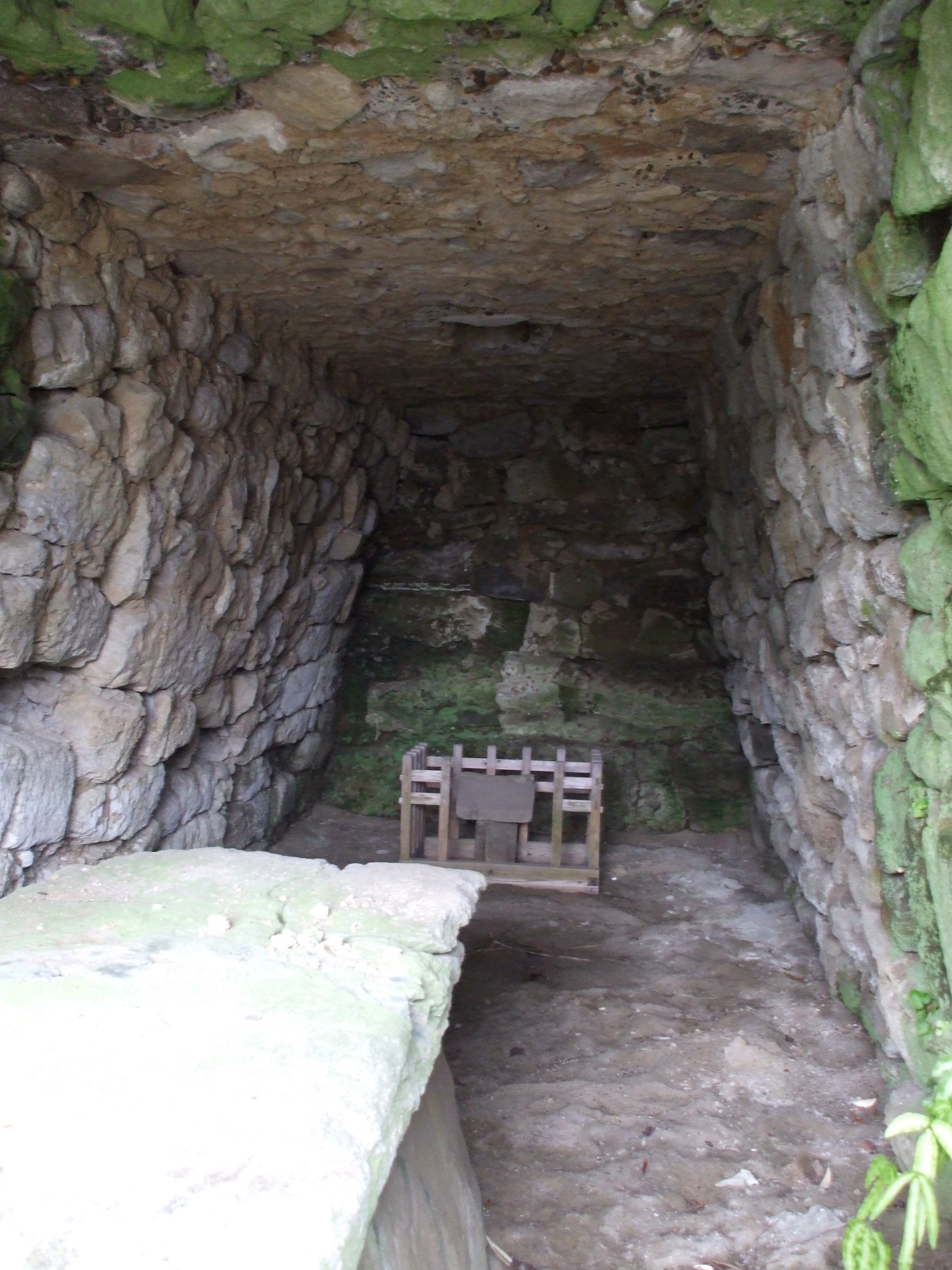
金鈴塚古墳の石室

金鈴塚古墳は1946年に米軍が撮影した航空写真や、1950年に行われた発掘の結果、更には1998年から2003年にかけて、古墳近隣の建設工事などの際に行われた範囲確認調査の結果から、西に前方部、東に後円部がある墳丘長約100メートルの前方後円墳であることが明らかとなった。墳丘の周囲には二重の周濠があって、周濠まで含めた全長は約140メートルと推定されている。周濠の深さは墳丘をめぐる内側の周濠は約1メートル、外側の周濠は内濠よりもやや浅かったものとの推定がある。
墳丘については現在約3.5メートルの高さがあるが、1950年の発掘報告書では、石室に流入した土砂の量などから築造当時は6メートル程度の高さがあったものと推定された。金鈴塚古墳はその面積の割に墳丘の高さは低かったものと見られている。墳丘の形態については後期古墳に多く見られる二段築成で、一段目が比較的低く墳丘の傾斜もゆるやかであったか、または一段目は基壇状になっていたと考えられている。
後円部には入り口が南側を向いている、富津市付近で産出する砂岩で造られた横穴式石室がある。石室の入り口は二段になっている墳丘の二段目に開口されていた。石室は羨道と石室の区別がない袖無し型で、1950年の発掘結果をもとに、1951年に復元された現在の石室の全長は約9.6メートル、最大幅は約2.2メートル、高さは約2メートルである。石室の形は、入り口がやや狭く奥に行くに従って少しずつ広がった形をしており、床の部分から天井部に向かっては少しずつ幅が狭くなる形態をしている。そして天井には大きな天井石が置かれている。しかし発掘時、石室の入り口部分は1932年に行われた道路工事のために削られてしまった後であり、石室全体の正確な形態は不明である。石室の形態は現在の富津市内の内裏塚古墳群に所属する前方後円墳など、上総の南西部で造られていた横穴式石室の形態を引き継いだものであるが、金鈴塚古墳と同じく終末期の前方後円墳とされる、千葉県印旛郡栄町の龍角寺古墳群にある浅間山古墳の横穴式石室との類似点も見られ、地域に伝統的に伝わる石室の形態を引き継ぎながらも、房総地域の終末期の前方後円墳には、石室に一定の規格が採用されていた可能性を指摘する説もある。
石室は基本的には自然石を積み上げ造られたもので、一部に加工された切石が用いられており、特に床には砂岩の切石が敷かれている。自然石をそのまま使わずに切石を石室築造に用いるのは前方後円墳後の7世紀以降盛んになる形式であり、築造の最終段階にあるとはいえ、前方後円墳である金鈴塚古墳の石室の一部に切石が用いられていることから、金鈴塚古墳の先進性を見ることができる。
石室内には埼玉県の長瀞渓谷付近からもたらされたと見られる緑泥片岩で作られた組み合わせ式の石棺がある。

## 古墳発掘の経緯

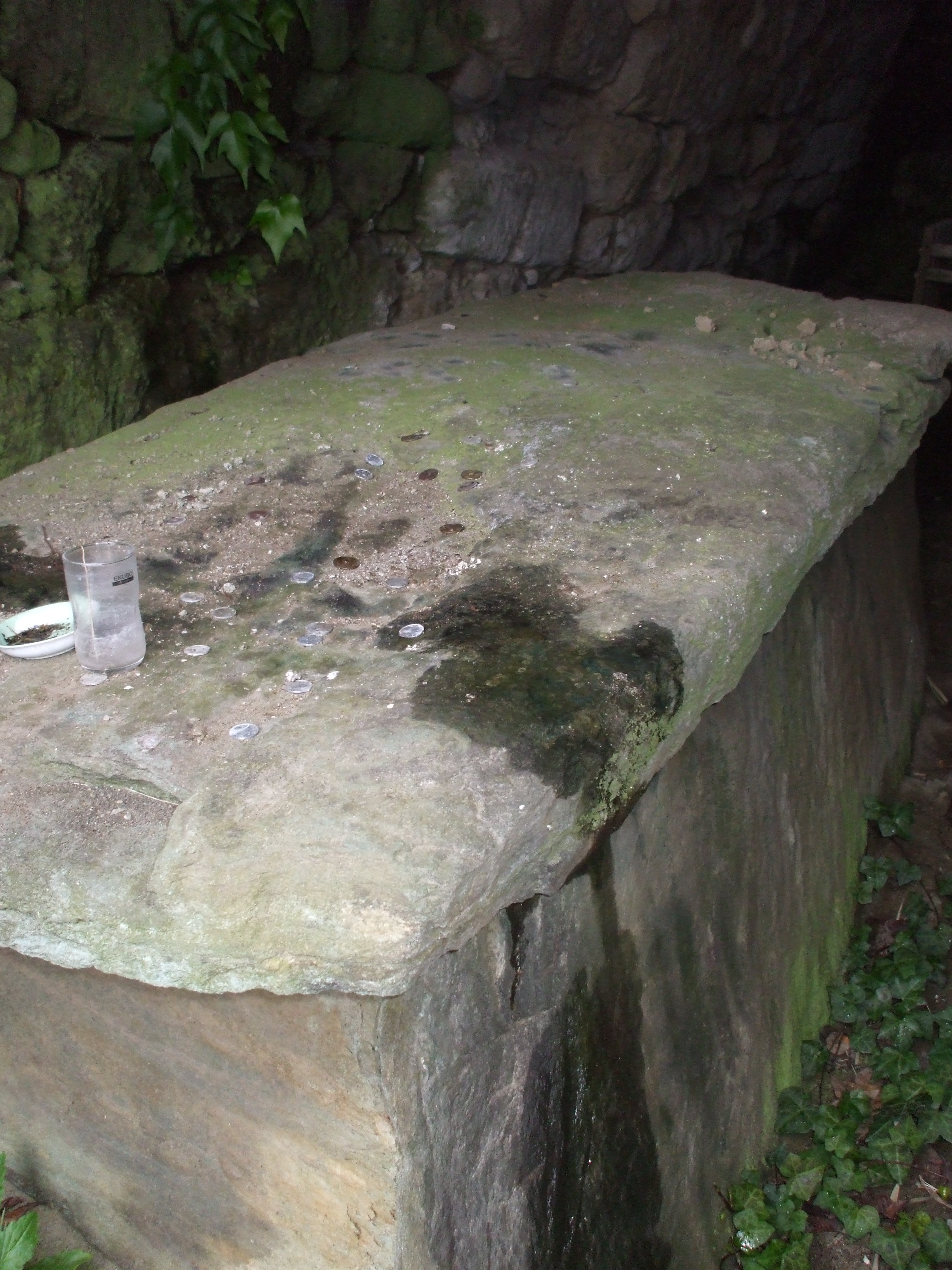
金鈴塚古墳の石棺

金鈴塚古墳は大正時代から発掘の計画がなされたこともあったが、まず1932年頃、残存していた後円部の一部を削るような形で道路が作られた、その際に横穴式石室の入り口部分も削られたために金銅製の飾履などが出土し、出土品の中で主なものは地主の寄贈により東京国立博物館に収蔵されたが、散逸してしまった資料もある。
道路建設後も墳丘が削られ続け、石室の一部が露出して盗掘の危険が高まっているのを見た地元の考古学者から、1950年3月、古墳の保存と発掘を要望する声が上がった。そこで千葉県の史跡調査委員会と早稲田大学の考古学研究室によって、まず1950年4月15日から19日にかけて発掘が行われた。発掘を開始したところ、石室の天井石の消失や崩壊などによって石室内は完全に土砂に埋もれてしまっており、石室の入り口からではなく、石室の上部から掘り進める方式で発掘を行うことになった。しかし残存していた天井石は思いのほか大きく発掘作業は難航し、まず石室の中間部分の発掘と石室内に安置されていた石棺内部の発掘を行い、残りの部分は後日発掘を行うこととなった。そして1950年7月25日から31日にかけて、二度目の石室内の発掘調査が行われた。この時は石室入り口の羨道部、石室奥の部分の発掘が行われた。
2度にわたる発掘の結果、未盗掘であった金鈴塚古墳の石室内からはおびただしい副葬品が検出された。7月の発掘の際、石室内最奥部から金製の鈴が5つ検出され、その金鈴にちなみ1950年11月3日、千葉県の史跡指定とともに二子塚古墳という名から金鈴塚古墳という名に改称された。
その後、1998年に古墳近隣で行われた建て替え工事に際して、古墳の規模を調査するための範囲確認調査が行われ、2000年から2003年にかけても古墳周囲にトレンチを掘って古墳の範囲確認を行った。そして2003年7月28日から8月8日にかけて、残存していた後円部墳丘の測量、そして石室内の再発掘調査が行われた。その結果として金鈴塚古墳の規模は墳丘長約100メートル、二重の周濠を含めると140メートルという規模であったと考えられること、そして横穴式石室の一部には加工された切石が用いられており、特に床面には切石が敷かれているという、当時としては先進的な築造がなされていたことが判明した。

## 出土品
金鈴塚古墳からは埴輪は検出されておらず、埴輪は用いられなかったとされる。このことからも金鈴塚古墳は前方後円墳終末期の古墳であると見られている。
横穴式石室からはおびただしい量の遺物が出土した。1950年の発掘時、石室内に少なくとも3体の遺体が埋葬されていたことが確認された。石室中央部にある石棺内に1体、石棺の奥に1体、そして石棺の手前に1体である。出土品の内容から、石棺奥の遺体が最初の埋葬で、続いて石棺内の遺体、最後に石棺手前の遺体が埋葬されたものと判断される。石室手前からは耳輪が二対発見されたことから、石室手前にはもともと2体の遺体が葬られていた可能性が高いものと考えられるが、石室中央部の石棺内とその周辺、それから石室奥の部分に複数の遺体が葬られていたことを示す積極的な根拠は見当たらない。また副葬品の出土状況から見ても石室内の撹乱状況は少なく、追葬がたびたび繰り返された状況は想定しづらく、金鈴塚古墳に葬られていた人物は4-5名程度と考えられている。
石棺奥の部分からは、古墳の名称にもなった金鈴を始め、琥珀製の棗玉やガラス玉などの装身具、金銅製の冠、鏡、銅鋺、金銅製馬具、鉄矛、鉄鏃、飾大刀、そしてこの部分からは大量の須恵器が出土した。石棺奥からは鉄釘が出土したため遺体は木棺に納められて埋葬されたと見られている。石棺内からは鏡、銅鋺、甲冑、鉄鏃、飾大刀、そして金銅製の耳輪やガラス玉などの装身具が出土した。石棺の脇からは金銅製馬具が出土しており、位置関係から見て石棺に葬られた人物の副葬品と考えられている。また石棺に葬られた人物は骨の特徴から青年期男性であることが判明している。そして石棺手前からは銅鋺、金銅製馬具、飾大刀、水晶製の切子玉やガラス玉などの装身具が出土した。また1932年の道路工事の際に出土した金銅製の飾靴も石棺手前の被葬者の副葬品と考えられている。石棺手前部分からも鉄釘が出土しているため、石棺手前の被葬者も奥の被葬者と同じく木棺に納められて埋葬されたことがわかる。
石室内から出土した須恵器と飾大刀の形式と、墳丘に埴輪が用いられていないこと、更には石室の一部に切石が用いられていることから、金鈴塚古墳の築造は6世紀末 - 7世紀初頭であると推定されている。また金鈴塚古墳から出土した須恵器はその形式的に製造年代にかなりの幅があるとされ、最低2回行われた追葬は古墳の築造からかなり後に行われた可能性が指摘されている。

## 金鈴塚古墳の特徴
金鈴塚古墳の特徴としては、まずその名称の由来ともなった金鈴などの充実した出土品が挙げられる。横穴式石室内からは全部で21口と考えられる飾大刀が出土しており、これは日本の古墳の中でも有数の数である。また石室の一部に加工された切石を用いた、先進的な技術を用いていたことも注目される。
金鈴塚古墳の重要性はその規模にも現れている。6世紀後半になると前方後円墳の築造は終末期を迎え、全国的に前方後円墳の規模も衰退が著しく、関東地方を除くと100メートル台を越える前方後円墳は見瀬丸山古墳など、大王陵と見られる古墳以外は見られなくなる。6世紀後半、関東地方ではまだ各地で100メートル前後の前方後円墳は造られていたが、埴輪が消えた最終段階の前方後円墳としては、金鈴塚古墳は関東地方最大級の古墳の一つであると評価できる。
これら前方後円墳の築造状況や副葬品の内容から、当時のヤマト王権内で関東地方が占める役割が増大していたことと、その中でも小櫃川流域の首長と見られる金鈴塚古墳の被葬者が占める地位の重要性が窺える。これはヤマトタケルの伝承にも窺えるように、古代、三浦半島から房総半島へ向かう海上交通路があり、その房総半島側の上陸点近くにある小櫃川流域の首長は、交通の要衝を押さえることによって重要な地位を占めるようになったと考えられている。
その一方、金鈴塚古墳から関東地方各地の首長との結びつきがわかることも注目される。金鈴塚古墳の組み合わせ式の石室は、埼玉県の長瀞付近に産出する緑泥片岩を用いており、荒川、東京湾の水運を用いて金鈴塚古墳まで運ばれたものと推定されている。その一方で、金鈴塚古墳の石室で用いられた千葉県富津市で産出される砂岩は、埼玉古墳群の後半期に造営されたとされる将軍山古墳でも横穴式石室に用いられている。このことからまず、金鈴塚古墳を造営した小櫃川流域の首長と、隣接する小糸川流域の現在の富津市に本拠地があった、内裏塚古墳群を造営した首長との間に連携があったことがわかる。その上、上総の首長と将軍山古墳を造営した武蔵北部の首長との間に交流があったこともわかり、これらの交流はヤマト王権の関与が及ばない、独自の交流であった可能性が高く、6世紀後半から7世紀にかけての関東地方の有力首長は、ヤマト王権内で重要性を増すばかりではなく、独自の動きも見せていたことがわかる。
房総地域は国造と古墳群との位置関係に対応関係が見られるとされ、金鈴塚古墳を始めとする祇園・長須賀古墳群は、その位置関係から馬来田国造との関連性が指摘されている。6世紀後半から7世紀にかけての祇園・長須賀古墳群は、墳長100メートルクラスの前方後円墳である盟主墳を筆頭に、中型の前方後円墳、それから円墳といった階層が見られるが、馬来田国造とも考えられる金鈴塚古墳の被葬者は小櫃川流域の頂点に立つ首長であり、その下に中堅クラスの首長、さらにはその下のクラスの首長を従え、ヤマト王権内での地位を高め、さらには隣の内裏塚古墳群を造営した首長や、北武蔵など関東の他の地域の首長との連携も進めている姿が見えてくる。
また追葬期間が長かったと考えられる金鈴塚古墳に葬られた人物が、4-5名程度の可能性が高い点について、金鈴塚古墳群を造営した小櫃川流域の首長の特色の一つとして注目する説もある。隣接する内裏塚古墳群では、多い古墳になると20体以上の埋葬が確認されているなど、多くの遺体が同一古墳に葬られており、両者の首長権ないしは首長位継承に関して何らかの違いがあったものと見られる。

## 出土品の保存と公開
金鈴塚古墳の出土品と石棺はその学術的重要性が評価され、1959年6月27日、重要文化財に指定された。それに先立って1956年には木更津市内に金鈴塚遺物保存館が開館している。1961年から1963年にかけてと1989年から1991年には、出土品の保存修理事業が行われた。
その後、2005年度から膨大な出土遺物の再整理事業が進められており、大刀の再整理の結果、金鈴塚古墳に埋葬されていた大刀は21口程度と考えられ、うち羨道部から1932年の道路工事の際に発見された2口の大刀は、現在所在不明であることがわかった。

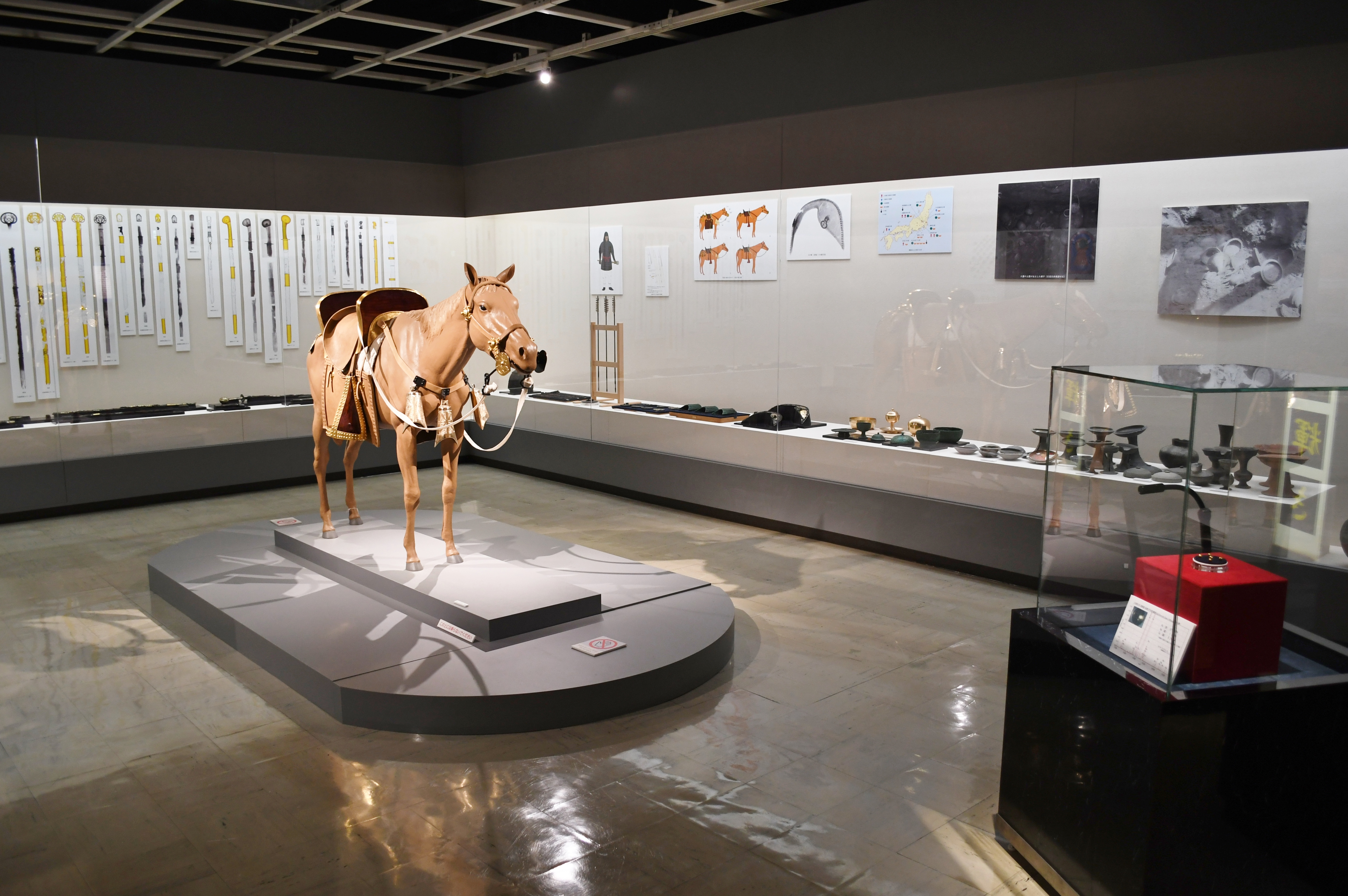
木更津市郷土博物館金のすずでの展示。（2022年6月撮影）

金鈴塚古墳の出土品は木更津市所有で、2008年10月1日に開館した「木更津市郷土博物館金のすず」で保存、公開されている。なお、一部出土品は東京国立博物館にも収蔵されている。
重要文化財に指定された出土品の明細は以下のとおりである。なお、1959年に重要文化財に指定された後、1966年に指定名称の変更、2020年に未指定物件の追加指定及び指定名称の変更が行われた。
千葉県金鈴塚古墳出土品
- 一、金鈴 5点
- 一、装飾付大刀 19点
- 一、金属製品 一括
- 一、玉 一括
- 一、有機質製品 一括
- 一、須恵器・土師器 269点
- 一、箱式石棺（古墳石室内所在） 1点
- 附 一、金属製品・有機質製品残欠 一括
- 附 一、須恵器・土師器残欠 一括

※上記の出土品名称は、2020年の追加指定・名称変更後のものである